# Nuria Llagosteraová Vivesová
Nuria Llagosterová Vivesová (* 16. května 1980, Palma de Mallorca, Španělsko) je současná španělská profesionální tenistka. Ve své dosavadní kariéře vyhrála 2 turnaje WTA ve dvouhře a 13 turnajů ve čtyřhře.

## Doping
V červenci 2013 Llagosterová odstoupila kvůli zdravotním potížím své tenisové partnerky Francesky Schiavoneové z turnaje ve Stanfordu. Byla ale náhodně vybrána k dopingové kontrole a test byl pozitivní. Na základě toho byla potrestána dvouletým zákazem činnosti, který vyprší 7. září 2015.

## Finálové účasti na turnajích WTA (24)

### Dvouhra - výhry (2)
| Legenda                |
| Kategorie Tier III (1) |
| Kategorie Tier IV (1)  |

| Č. | Datum          | Turnaj           | Povrch | Soupeřka ve finále      | Výsledek |
| 1. | 8. květen 2005 | Rabat, Maroko    | antuka | Čeng Ťie                | 6-4, 6-2 |
| 2. | 24. únor 2008  | Bogotá, Kolumbie | antuka | María Emilia Salerniová | 6-0, 6-4 |

### Dvouhra - prohry (1)
| Legenda                |
| Kategorie Tier III (1) |

| Č. | Datum         | Turnaj          | Povrch | Vítězka | Výsledek       |
| 1. | 2. říjen 2005 | Guangzhou, Čína | tvrdý  | Jen C’  | 6-4, 4-0 skreč |

### Čtyřhra - výhry (13)
| Legenda                     |
| WTA Championships (1)       |
| Kategorie Tier II (1)       |
| Kategorie Tier III (2)      |
| Kategorie Tier IV (2)       |
| Kategorie Premier 5 (2)     |
| Kategorie Premier (1)       |
| Kategorie International (4) |

| Č.  | Datum             | Turnaj                        | Povrch | Partnerka              | Soupeřky ve finále                       | Výsledek           |
| 1.  | 14. srpen 2004    | Sopoty, Polsko                | antuka | Marta Marrerová        | Alicja Rosolska Klaudia Jansová          | 6-4, 6-3           |
| 2.  | 25. září 2005     | Peking, Čína                  | tvrdý  | M. Ventoová-Kabchiová  | Čeng Ťie Jen C’                          | 6-2, 6-4           |
| 3.  | 16. červen 2007   | Barcelona, Španělsko          | antuka | Arantxa P. Santonjaová | Lourdes D. Linová Flavia Pennettaová     | 7-6(3), 2-6, 12-10 |
| 4.  | 1. březen 2008    | Acapulco, Mexiko              | antuka | María J. M. Sánchezová | Iveta Benešová Petra Cetkovská           | 6-2, 6-4           |
| 5.  | 13. červenec 2008 | Palermo, Itálie               | antuka | Sara Erraniová         | Alla Kudrjavcevová A. Pavljučenkovová    | 2-6, 7-6(1), 10-4  |
| 6.  | 22. únor 2009     | Bogotá, Kolumbie              | antuka | María J. M. Sánchezová | Gisela Dulková Flavia Pennettaová        | 7-5, 3-6, 10-7     |
| 7.  | 28. únor 2009     | Acapulco, Mexiko              | antuka | María J. M. Sánchezová | Lourdes D. Linová Arantxa P. Santonjaová | 6-4, 6-2           |
| 8.  | 19. duben 2009    | Barcelona, Španělsko          | antuka | María J. M. Sánchezová | Sorana Cîrsteaová Andreja Klepačová      | 3-6, 6-2, 10-8     |
| 9.  | 19. červenec 2009 | Palermo, Itálie               | antuka | María J. M. Sánchezová | Maria Korytcevová Daria Kustovová        | 6-1, 6-2           |
| 10. | 23. srpen 2009    | Toronto, Kanada               | tvrdý  | María J. M. Sánchezová | Samantha Stosurová Rennae Stubbsová      | 2-6, 7-5, 11-9     |
| 11. | 29. srpen 2009    | New Haven, USA                | tvrdý  | María J. M. Sánchezová | Iveta Benešová Lucie Hradecká            | 6-2, 7-5           |
| 12. | 1. listopad 2009  | WTA Tour Championships, Katar | tvrdý  | María J. M. Sánchezová | Cara Blacková Liezel Huberová            | 7-6(0), 5-7, 10-7  |
| 13. | 20. únor 2010     | Dubaj, SAE                    | tvrdý  | María J. M. Sánchezová | Květa Peschkeová Katarina Srebotniková   | 7-6(5), 6-4        |

### Čtyřhra - prohry (8)
| Legenda                     |
| Kategorie Tier I (1)        |
| Kategorie Tier III (2)      |
| Kategorie Tier IV (2)       |
| Kategorie Premier 5 (1)     |
| Kategorie International (2) |

| Č. | Datum             | Turnaj                       | Povrch    | Partnerka              | Vítězky                                   | Výsledek           |
| 1. | 3. říjen 2004     | Hasselt, Belgie              | tvrdý (h) | Marta Marrerová        | Mara Santangelová Jennifer Russellová     | 6-3, 7-5           |
| 2. | 8. květen 2005    | Rabat, Maroko                | antuka    | Lourdes D. Linová      | Barbora Záhlavová-Strýcová Émilie Loitová | 3-6, 7-6(6), 7-5   |
| 3. | 18. červen 2005   | 's-Hertogenbosch, Nizozemsko | tráva     | Iveta Benešová         | Dinara Safinová Anabel M. Garriguesová    | 6-4, 2-6, 7-6(11)  |
| 4. | 11. květen 2008   | Berlín, Německo              | antuka    | María J. M. Sánchezová | Cara Blacková Liezel Huberová             | 3-6, 6-2, 10-2     |
| 5. | 15. červen 2008   | Barcelona, Španělsko         | antuka    | María J. M. Sánchezová | Lourdes D. Linová Arantxa P. Santonjaová  | 4-6, 7-5, 10-4     |
| 6. | 10. leden 2009    | Auckland, Nový Zéland        | tvrdý     | Arantxa P. Santonjaová | Nathalie Dechyová Mara Santangelová       | 4-6, 7-6(3), 12-10 |
| 7. | 11. červenec 2009 | Båstad, Švédsko              | antuka    | María J. M. Sánchezová | Gisela Dulková Flavia Pennettaová         | 6-2, 0-6, 10-5     |
| 8. | 16. srpen 2009    | Cincinnati, USA              | tvrdý     | María J. M. Sánchezová | Cara Blacková Liezel Huberová             | 6-3, 0-6, 10-2     |

## Fed Cup
Nuria Llagosteraová Vivesová se zúčastnila 10 zápasů ve Fed Cupu za tým Španělska s bilancí 5-6 ve dvouhře a 3-3 ve čtyřhře.

## Postavení na žebříčku WTA na konci sezóny

### Dvouhra
| Rok    | 1997 | 1998   | 1999   | 2000   | 2001  | 2002   | 2003   | 2004  | 2005  | 2006   | 2007   | 2008  | 2009   |
| Pořadí | 949. | ▲ 693. | ▲ 237. | ▲ 132. | ▲ 96. | ▼ 193. | ▲ 139. | ▲ 79. | ▲ 49. | ▼ 273. | ▲ 147. | ▲ 70. | ▼ 147. |

### Čtyřhra
| Rok    | 2001 | 2002   | 2003   | 2004   | 2005  | 2006   | 2007  | 2008  | 2009 |
| Pořadí | 237. | ▲ 219. | ▲ 179. | ▲ 108. | ▲ 55. | ▼ 370. | ▲ 97. | ▲ 29. | ▲ 5. |